# Гамбийско-тайваньские отношения
Тайваньско-гамбийские отношения – исторические взаимоотношения между Китайской республикой (ROC) и республикой Гамбия. Гамбия официально признала Китайскую республику в 1996 году а Китайская народная республика в свою очередь прекратила отношения с Гамбией. 14 ноября 2013 года президент Гамбии Яйя Джамме  объявил о прекращении дипломатических отношений с Тайванем. В ответ президент Китайской республики Ма Инцзю официально прекратила отношения с Гамбией 18 ноября 2013 года.  
В декабре 2010 года Тайвань пожертвовал 300 тыс. долларов на сферу здравоохранения Гамбии. 27 августа 2013 года тайваньское правительство пожертвовало сумму в 1.158,875,5 долларов США на поддержку двух проектов. Первая сумма в 692.983,5 долларов США предназначалась для выполнения требований и начала третьей фазы проекта реконструкции старых полицейских казарм. Оставшаяся часть в 465.892 долларов США была выделена на стипендии и плату за обучение шести гамбийских студентов, изучающих авиационную технику и обслуживание в Спартанском колледже аэронавтики и технологий (США)